# ドリルドリル
「ドリルドリル」は、2010年7月1日に配信が開始されたlego big morlの3枚目のシングルである。

## 概要
着うた・着うたフル・PC（オフィシャルサイト）でのフリーダウンロードシングルである。ライブドリルドリル release live『3→4→2』にてドリルドリルのCD盤（1曲のみ収録）をライブ会場限定で無料配布された。

## 収録曲
1. ドリルドリル
  - 作詞︰タナカヒロキ（lego big morl）、作曲︰カナタタケヒロ（lego big morl）
  - ソニー・エリクソン・モバイルコミュニケーションズ×MTV「Transform Your Xperia」CMソング